# Wie eine Träne im Ozean
Wie eine Träne im Ozean ist eine Romantrilogie von Manès Sperber. Die Trilogie, bestehend aus den Bänden Der verbrannte Dornbusch, Tiefer als der Abgrund und Die verlorene Bucht, ist Sperbers bedeutendstes Romanwerk und hat zusammen mit seiner Autobiographie seinen Ruf begründet. Sie entstand von 1940 bis 1951 und wurde 1948/51 auf Französisch, 1961 auf Deutsch veröffentlicht.

## Inhaltszusammenfassung
Sperbers Romantrilogie erzählt die Geschichte des Verrats der kommunistischen Partei an einer großen Idee. Mit der Übernahme der Macht setzt die KP die Auffassung durch, dass der Zufall abgeschafft und die Geschichte gemacht werden kann. So werden die Mittel zur Erreichung der Ziele freigegeben, und es beginnt die Missachtung der menschlichen Würde und der Menschenleben durch die kommunistische Partei. Der einzelne Mensch wird zusehends von der Dynamik erfasst, die sich in den beiden totalitärer werdenden europäischen Staaten entwickelt – als Opfer und als Täter.
Im ersten Teil der Trilogie wird die Geschichte von verschiedenen kommunistischen Kämpfern erzählt. Sie sehen sich angesichts der Stalinisierung der kommunistischen Partei in den 30er Jahren zu einer Reaktion auf diese Veränderung gezwungen. Sie müssen ihr Verhältnis zur Partei neu definieren und eine Stellungnahme zu Sinn und Art politischen Handelns überhaupt entwickeln. Der Held der Trilogie, Dojno Faber, gehört zu denen, die mit der Partei brechen: Er ist desillusioniert was die Machbarkeit der Geschichte angeht, und er beginnt an der Unwirksamkeit politischen Handelns zu verzweifeln. Die Entwicklung, die zu diesem Punkt führt, wird durch Gespräche, vor allem mit Professor Erich von Stetten, einem liberalen, politisch abstinenten Gelehrten und einer geistigen Autorität aus Fabers Jugend, nachvollziehbar gemacht.
Der zweite Teil der Trilogie beschreibt die grenzenlose Hoffnungslosigkeit und Heimatlosigkeit des doppelt exilierten Faber, der Deutschland wegen der Nationalsozialisten verlassen musste und in der kommunistischen Partei nicht mehr bleiben konnte. Mit jeder politischen Niederlage der Antifaschisten und mit dem zunehmend totalitären Charakter der kommunistischen Partei verschärft sich seine persönliche Situation, aber auch die Gesamtsituation in Europa. Parallel zu dieser Entwicklung entstehen hoffnungsvolle und sinnstiftende Elemente. Gemeinsam mit Stetten verfasst Faber zweckfreie politische und historische Analysen. Und zudem entsteht Sinn im Privaten, was durch die Metapher eines ausgesetzten Knaben dargestellt wird, dessen sich Faber annimmt.
Der dritte Teil schildert ein ostjüdisches Städtchen mit dem Namen Wolyna, in dem sich kurz vor der endgültigen Vernichtung eine Gruppe von Juden unter der spirituellen Führung eines jungen charismatischen Rabbi gegen Edis Drängen nicht richtig zur Wehr setzt, weil sie am Sabbat keine Barrikaden bauen wollen. Daneben geht es vor allem um den Kampf von Partisanen in Jugoslawien, die sich gegen die Nationalsozialisten, gegen die Ustachis, aber auch gegen den uneingeschränkten Führungsanspruch der sowjettreuen Partisanengruppen zur Wehr setzen. Es ist kein Kampf um die Macht, sondern für Freiheit und Gerechtigkeit. Auch wenn der Kampf nicht gewonnen werden kann, so ist er im Hinblick auf die nach dem Krieg notwendige Neuorientierung einer kampflosen Niederlage vorzuziehen. Der Roman endet damit, dass sich der Held, Dojno Faber, über Italien nach Frankreich zurückkehrt, wo sich die Volksfront durchsetzt und das Ende des Krieges bevorsteht; dort wird Faber mit alten Bekannten konfrontiert, die sich auf den Aufbau Frankreichs nach dem Krieg vorbereiten und ein erträgliches Zusammenleben anstreben.

## Entstehungs- und Rezeptionsgeschichte
Am ersten Teil schrieb Sperber von 1940 bis 1948; der zweite Teil und der dritte Teil entstanden zwischen 1948 und 1951. Alle drei Teile verfasste er in deutscher Sprache, sie wurden jedoch zunächst in französischer Übersetzung veröffentlicht: der erste Teil 1949, der zweite und der dritte 1952. Das titelgebende dritte Kapitel des dritten Teils des Romans, 'Qu'une larme dans l'océan', mit der erwähnten Schilderung des Städtchens Wolyna wurde auch separat mit einem Vorwort von André Malraux veröffentlicht. Auf Deutsch kam die Romantrilogie erst 1961 heraus.
Das vollständig erhaltene handschriftliche Manuskript der Romantrilogie wird heute im Literaturarchiv der Österreichischen Nationalbibliothek in Wien aufbewahrt und kann dort eingesehen werden.
In den 1950er Jahren fand Sperbers Roman in Frankreich eine gewisse Resonanz, in Deutschland dagegen waren die Schriften Sperbers kaum bekannt – obwohl er vorwiegend deutsch schrieb. Mit der deutschen Veröffentlichung der Romantrilogie begann sich eine Wende abzuzeichnen, die Literaturkritik reagierte enthusiastisch, die Öffentlichkeit aber zunächst noch zurückhaltend. Der Erfolg beim Publikum folgte dann in den 70er und 80er Jahren. In der Zeit, als der 68-er Bewegung die Illusionen zusammenbrachen, wurde die Romantrilogie zu einem Kultbuch der Linken. Der späte Erfolg von Sperbers Werk im deutschsprachigen Raum rührte sicher auch daher, dass er aus authentischem Erleben zu einer neuen Generation sprach, die sich für die Vergangenheit interessierte.
Mit der Verleihung des Friedenspreises des Deutschen Buchhandels (1983) standen Autor und Trilogie auf dem Gipfel ihrer Bekanntheit. Seit dem Fall der Mauer sind sie dann mehr in Vergessenheit geraten, da ihr Hauptthema, die Pervertierung des Sozialismus zum Stalinismus, aus dem öffentlichen Interesse gerückt ist.

## Zeitgenossen überWie eine Träne im Ozean
Wer sich über Sperber äußert, meint zumeist seine Trilogie. Siegfried Lenz bezeichnet Wie eine Träne im Ozean als „ein großes Zeugnis europäischer Romanliteratur, ein politisches und philosophisches Werk, eine Gewissensforschung, ein Zeitportrait ohnegleichen, an dem, so kam es mir mitunter vor, Dostojewskis Leidenschaft ebenso mitgewirkt hat wie die denkerische Luzidität der französischen Moralisten“. Heinrich Böll nennt es eine der wichtigsten Publikationen nach 1945, einen europäischen Schlüsselroman, den er mit Tolstojs Krieg und Frieden vergleicht, und Marcel Reich-Ranicki erweitert Arthur Koestlers Prädikat „Saga der Komintern“, indem er darauf hinweist, dass über das Zeitbedingte hinaus fundamentale Themen der menschlichen Existenz angesprochen werden und dass Sperber nur, wie er im Vorwort selbst sagt, Charaktere, Ereignisse, Erlebnisse und Erfahrungen behandelt, wenn sie in sich ein Gleichnis tragen.
Für die hundertste Sendung des Literaturclubs im Schweizer Fernsehen hat Daniel Cohn-Bendit aus einer Anzahl von großen Romanen des 20. Jahrhunderts vom Publikum die fünf »wichtigsten« auswählen lassen und dann in seiner Runde besprochen: Homo faber, Malina, Der Fremde, Der Steppenwolf und Der Prozess. Wenn er selbst ein Buch hätte nennen können, sagte er, so wäre seine Wahl auf Wie eine Träne im Ozean von Manès Sperber gefallen, und deshalb hat er dieses Buch am Ende der Sendung kurz vorgestellt:
„Wie eine Träne im Ozean ist für mich ein Roman, in dem es um die Auseinandersetzung mit Kommunismus und Faschismus geht. Es ist der Versuch zu verstehen, wie man Revolutionär wird und warum man Revolutionär bleibt. Es ist aber auch die Geschichte von denen, die diesen Weg verlassen, wenn sie erfahren, wie schrecklich die Revolution ist. Manès Sperber beschreibt damit einen Teil des letzten Jahrhunderts – eines der dramatischsten und schrecklichsten Jahrhunderte. Und trotzdem schafft er einen Roman, der mich beim Lesen immer in einer im Grunde genommen doch positiven Stimmung zurückgelassen hat, der mich beflügelt hat, denn man kommt gut aus dem Roman heraus, man findet etwas, nämlich eine demokratische Gesellschaft. Und das ist für mich die Stärke von Manès Sperber: sein skeptischer Optimismus.“ (Urheberrecht geklärt)
Zitiert nach: Rudolf Isler: Manès Sperber. Zeuge des 20. Jahrhunderts – eine Lebensgeschichte. 2. Auflage. Sauerländer, Aarau 2004, S. 4 (ISBN 3-0345-0122-6)

## Verfilmung
Wie eine Träne im Ozean wurde 1970 vom WDR und ORF als Dreiteiler verfilmt.

## Nachweise
1. ↑  Wie eine Träne im Ozean bei IMDb